# Lockdown
Lockdown (z angličtiny), uzamčení, uzávěra, hromadná karanténa, plošná karanténa či zákaz volného pohybu osob, uzavření ekonomiky a společnosti je dočasný požadavek, aby lidé zůstali tam, kde jsou (doma), obvykle kvůli specifickým rizikům pro sebe nebo pro ostatní (pokud se do té doby mohli volně pohybovat). Pojem „zůstat doma“ se často používá pro uzamčení, která ovlivňují určitou oblast, spíše než pro konkrétní místa. Často je spojeno s omezeními veřejného života s cílem zabránit epidemii nebo pandemii.
V době trvající pandemie covidu-19 byly jednotlivých zemích vyhlašovány rozsáhlé uzávěry.
Původní význam slova lockdown je uzamčení vězňů v celách jako dočasné bezpečnostní opatření. Termín se používá pro vězeňská pravidla, která mají obvykle zabránit lidem, informacím nebo předmětům opustit oblast. Pravidla mohou obvykle iniciovat pouze lidé v pozici autority.
Uzamčení lze také použít k ochraně lidí uvnitř zařízení nebo například ve výpočetním systému před hrozbou nebo jinou vnější událostí. V budovách jsou dveře vedoucí ven obvykle zamčeny, aby do nich nemohla vstoupit ani z nich vyjít žádná osoba. Úplné uzamčení obvykle znamená, že lidé musí zůstat tam, kde jsou, a nesmí vstoupit nebo opustit budovu nebo místnosti v ní, musí jít do nejbližšího místa označeného jako bezpečné, pokud se na takovém místě již nenachází. I když zrovna není akutní ohrožení, mohou se konat cvičná uzamčení, aby se lidé seznámili s tím, co je třeba při uzamčení vykonat.

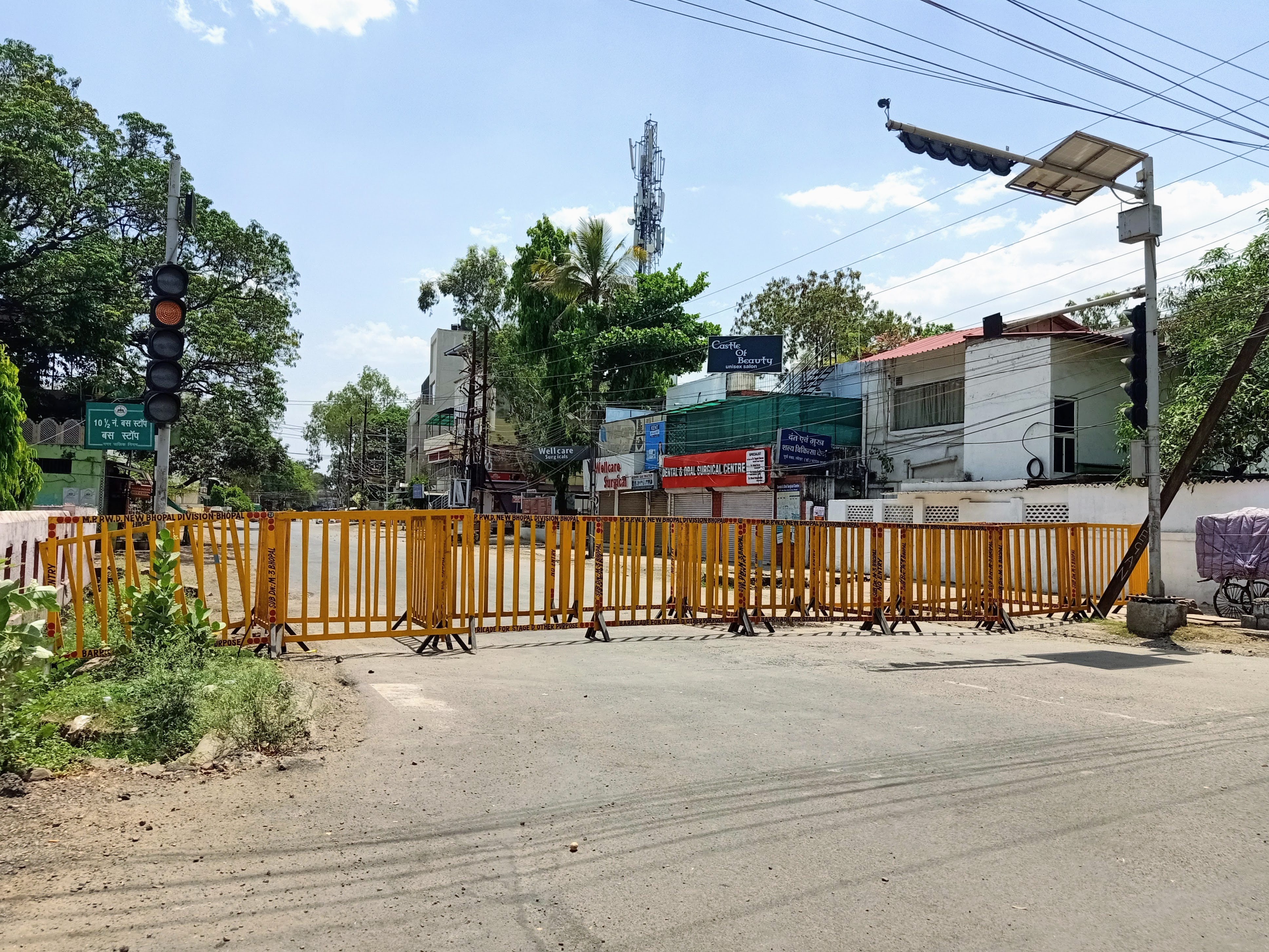
Zabarikádované ulice během uzamčení způsobené vypuknutím pandemie covidu-19 v indickém Bhópálu

## Typy
Musí být naplánovány postupy pro použití jak nouzového, tak preventivního uzamčení.

### Preventivní lockdown
Preventivní uzamčení je preventivní akční plán implementovaný k řešení neobvyklého scénáře nebo slabosti systému. Má zabránit jakémukoli nebezpečí, zajistit bezpečnost lidí, organizace a systému. Preventivní opatření se zaměřují na prevenci nebezpečí a rizik vyplývajících z neobvyklých okolností, obvykle také zahrnují zlepšení účinnosti.
Preventivní uzamčení jsou ochranná uzamčení, která snižují riziko. Většina organizací plánuje nouzové odstavení, ale neplánuje zhoršení situace na nebezpečnou úroveň. Tyto plány musí být založeny na typu ohrožení a měly by být jednoduché a krátké, aby bylo možno se snadno je naučit a zavádět; současně mají být dostatečně pružné, aby zvládly několik scénářů. To umožňuje správcům vybrat si z více možností, které se snadněji používají při různých scénářích. Například když policie pronásleduje neozbrojeného drobného zloděje přes školní hřiště, pružnější postup umožňuje správcům školy, aby výuka pokračovala; není nutné přistoupit k úplnému nouzovému blokování a narušovat výuku. Pokud nejsou k dispozici postupy k provádění těchto výluk, situace by mohla rychle vyhrotit a mohlo by dojít ke ztrátám na životech.

### Nouzový lockdown
Nouzová uzamčení se provádí, když bezprostředně hrozí ohrožení života nebo riziko úrazu člověka. Postupy nouzového uzamčení školy musí být například krátké a jednoduché, aby bylo možné je snáze používat v krizových podmínkách v reálném životě. Jednoduché postupy lze snadno naučit pravidelnými cvičeními namísto zdlouhavého tréninku.

### Během epidemií
Uzamčení může omezit pohyby nebo aktivity v komunitě a zároveň umožňuje většině organizací fungovat normálně nebo omezit pohyby nebo aktivity tak, že běžným způsobem mohou fungovat pouze organizace poskytující základní potřeby a služby.

#### Pandemie covidu-19
Během pandemie covidu-19 byl termín lockdown používán pro akce související s hromadnými karanténami nebo výzvami, aby lidé zůstávali doma. Např. počátkem dubna 2020 bylo 3,9 miliardy lidí na celém světě pod nějakou formou uzamčení – více než polovina světové populace. Do konce dubna bylo v evropských zemích uzamčeno kolem 300 milionů osob a kolem 200 milionů lidí v Latinské Americe a téměř 300 milionů lidí, neboli asi 90 procent populace, pod nějakou formou uzamčení ve Spojených státech amerických a 1,3 miliardy osob v Indii.
Uzamčení na Filipínách bylo zahájeno 14. března 2020 a bylo jedním z nejdelších a nejpřísnějších uzamčení, kdy na všechny hlavní ostrovy a města byla uvalena různá úroveň komunitní karantény. Obdobné uzamčení v Jihoafrické republice začalo 27. března 2020 a postupovalo na různých úrovních. Šlo také o jedno z nejpřísnějších uzamčení na světě, jelikož byly zakázány cigarety i alkohol.

## Historické akce
V návaznosti na teroristické útoky z 11. září 2001 na severovýchodě Spojených států amerických bylo zahájeno třídenní blokování amerického civilního vzdušného prostoru.
Brusel byl uzamčen v roce 2015. Město bylo uzamčeno na několik dní, zatímco bezpečnostní služby hledaly podezřelé účastníky teroristických pařížských útoků v listopadu 2015. Později v roce 2015 způsobila hrozba teroristických útoků uzavření školní čtvrti v Los Angeles.
V srpnu 2019 uvalila indická vláda uzamčení na Džammú a Kašmír po zrušení samostatného státu (rozsáhlé autonomie) s tím, že uzamčení mělo potlačit terorismus.